# Другие сорок восемь часов
«Другие сорок восемь часов» — кинофильм, боевик, комедия режиссёра Уолтера Хилла. Сиквел фильма «Сорок восемь часов».

## Сюжет
Прошло несколько лет после событий предыдущего фильма. Сотрудник полиции Сан-Франциско, сержант Джек Кейтс, уже четыре года охотится за наркобароном по кличке Айсмен (the Iceman). Во время стычки с преступниками Тайроном Барроузом и Артуром Броком Кейтс, пытаясь защитить себя, убивает Брока. Тайрон исчезает, и Джеку предстоит доказать свою невиновность отделу внутренних расследований.
В руки Джека попадает доказательство того, что его давний знакомый Рэджи Хаммонд, пока ещё сидящий за решёткой, один из немногих, кто знает Айсмена в лицо. Уже завтра его выпускают из тюрьмы, и Джек пытается договориться с Рэджи дать показания против Айсмена. Рэджи требует назад свои $500 000, но Джек придерживает деньги, пока Рэджи не поможет ему. Рэджи ещё не успел доехать до свободы на тюремном автобусе, как его пытаются убить два байкера. Рэджи чудом спасается, и они, наконец, находят общий язык с Кейтсом. Убийц подослал Барроуз, который, как выясняется, работает на Айсмена.
После выхода на свободу неизвестные крадут Рэджи. Расследование приводит Джека в ночной клуб к одному своему старому знакомому. Здесь выясняется, что Айсмен — это, на самом деле, полицейский офицер Бен Кехо, коллега Джека. В перестрелке Джек, спасая жизнь Рэджи, убивает Кехо, при этом Рэджи получает ранение в плечо.

## В ролях
- Эдди Мёрфи — Рэджи Хаммонд
- Ник Нолти — Джек Кейтс
- Брайон Джеймс — Бен Кехо
- Кевин Тай — Блейк Уилсон
- Эд О’Росс — Френк Круз
- Эндрю Дивофф — Ричард Черри Ганц
- Берни Кейси — Керкланд Смит
- Брент Дженнингс — Тайрон Барроуз
- Тед Маркленд — Малкольм Прайс
- Тиша Кэмпбелл — Эмми Смит
- Феличе Орланди — надзиратель
- Элис Гостли — надзиратель
- Дэвид Энтони Маршалл — Вилли Хэнкок